# Teatre del Triomf (Rec Comtal)
El Teatre del Triomf o bé Teatre Triomf (Teatro Triunfo o Cine Teatro Triunfo) va ser un teatre situat al carrer del Rec Comtal, núm. 20, de Barcelona, tocant a l'Arc de Triomf. Va obrir les portes el dia 1 d'agost de 1908 i encara continuava en actiu després de la Guerra Civil. També s'hi va projectar cinema i altres espectacles. És obra de l'arquitecte Manuel Joaquim Raspall i Mayol
No se l'ha de confondre amb un petit teatre privat, amb el mateix nom, que va existir al segle xix al carrer Nou de la Rambla (antic Comte de l'Assalt).